# ياهو ملك إسرائيل
ياهو بن يهوشافاط (بالعبرية: יֵהוּא)، (باللاتينية: Iehu)‏، هو الملك العاشر لمملكة إسرائيل الشمالية منذ يربعام الأول، اشتهر بإبادة بيت أخاب. وهو حفيد نمشي، وقيل حفيد عمري. استمر حكمه لمدة 28 سنة.
أرخ ويليام أولبرايت عهده من 842 إلى 815 قبل الميلاد، في حين أرخ إدوين ثيلي عهده من 841 إلى 814 قبل الميلاد.
ذُكرت أحداث حكمه في سفر الملوك الثاني الإصحاح 9 و10. وحسب السفر فإنه قتل جميع أبناء أخاب، ودفع ضريبة لشلمنصر الثالث ملك آشور، ولما كان قد طعن في السن وانحطت قواه، وتقلصت مهارته العسكرية، ملك معه ابنه يهوآحاز، وهاجم المملكة حزائيل ملك آرام، وتقلصت المملكة، ولقد أعطي الوعد بأن أسرة ياهو المالكة ستدوم أربعة أجيال وقد دامت هذه المدة. فملك يهوآحاز (حوالي 814 - 800 ق م) يوآش (حوالي 800 - 786 ق م) ويربعام الثاني (حوالي 785 - 746 ق م) وزكريا (حوالي 745 ق م).